# Surgical Remission/Surplus Steel
| Оценки критиков         | Оценки критиков |
| Источник                | Оценка          |
| ----------------------- | --------------- |
| Metal Injection         | Mixed           |
| Punknews.org            | [ 3 ]           |
| Reflections of Darkness | 7/10            |

Surgical Remission/Surplus Steel — мини-альбом группы Carcass, выпущен 11 ноября 2014 года на лейбле Nuclear Blast. EP состоит из песен, записанных во время сессий предыдущего альбома Surgical Steel.

## Выпуск и продвижение
15 сентября 2014 года на своей официальной странице Facebook группа объявила о записи альбома. Песня «Livestock Marketplace» была представлена публике как видеоклип, незадолго до выхода EP. EP был выпущен 11 ноября 2014 года в Северной Америке, 14 ноября в Европе и 17 ноября в Англии. Nuclear Blast выпустил альбом в различных физических и электронных форматах. CD-издание вышло в белом цвете, в то время как винил стал доступен в различных цветах.
Для продвижения альбома в октябре и ноябре 2014 Carcass отправились в Северо-Американское турне под названием «Inked in Steel». Они выступали с группами Obituary, Macabre, Exhumed и Noisem.

## Список композиций
| №  | Название                     | Длительность |
| -- | ---------------------------- | ------------ |
| 1. | «A Wraith in the Apparatus»  | 3:31         |
| 2. | «Intensive Battery Brooding» | 4:43         |
| 3. | «Zochrot»                    | 3:22         |
| 4. | «Livestock Marketplace»      | 4:15         |
| 5. | «1985 (Reprise)»             | 1:48         |